# Strong, Arkansas
Strong là một thành phố thuộc quận Union, tiểu bang Arkansas, Hoa Kỳ. Năm 2010, dân số của thành phố này là 558 người.

## Dân số
- Dân số năm 2000: 651 người.
- Dân số năm 2010: 558 người.